# Корнелия Супера
Гая Корнелия Супера (лат. Gaia Cornelia Supera) — жена римского императора Марка Эмилия Эмилиана, правившего 4 месяца в 253 году.
О её жизни ничего не известно; единственный источник информации о ней — нумизматические свидетельства. На монетах её полное имя было C[AIA] CORNEL[IA] SVPERA AVG[VSTA], как вариант — CORNEL[IA] SVPERA AVG[VSTA] или COR[NELIA] SVPERA AV[GVSTA]. Монеты с её изображением исключительно редки.